# Cataulacus egenus
Cataulacus egenus é uma espécie de formiga do gênero Cataulacus, pertencente à subfamília Myrmicinae.